# Araguainha
Araguainha is een gemeente in de Braziliaanse deelstaat Mato Grosso. De gemeente telt 1.115 inwoners (schatting 2009).